# Рестинга руда
Рести́нга руда (Formicivora rufa) — вид горобцеподібних птахів родини сорокушових (Thamnophilidae). Мешкає в Південній Америці.

## Опис
Довжина птаха становить 12-13 см, вага 11,5-13 см. У самців всіх трьох підвидів верхня частина голови і верхня частина тіла рудувато-охристі, решта обличчя біла, над очима білі "брови", горло чорне. Центральна частина грудей чорна з білими краями, відділена від охристих боків, живіт бідий. На крилах білі плямки, що формують смуги. Стернові пера чорні з каштановими краями. Хвіст на кінці і з боків білий. Самиці номінативного підвиду мають більш рудувату верхню частину тіла, обличчя, горло і груди у них смугасті, чорно-білі, решта нижньої частини тіла рудувато-коричнева. У самиць підвиду F. r. urubambae нижня частина тіла набагато більш смугаста, хвіст чорний. Самиці підвиду F. r. chapmani займають проміжне положення, однак більше схожі на самиць підвиду F. r. urubambae

## Підвиди
Виділяють три підвиди:
- F. r. urubambae Zimmer, JT, 1932 — схід Перу (локально на східних схилах Анд в Сан-Мартині і Куско);
- F. r. chapmani Cherrie, 1916 — південний Суринам і північна Бразилія (локально в Амапі, Парі, Мараньяні і Піауї);
- F. r. rufa (Wied-Neuwied, 1831) — південь центральної і східної Бразилії (від південного Амазонаса і крайнього сходу Акрі на схід до Мату-Гросу і Гояса, східне узбережжя від Пернамбуку на південь до Мату-Гросу-ду-Сул і північного Сан-Паулу), східна Болівія, центральний і північно-східний Парагвай.

## Поширення і екологія
Руді рестинги мешкають в Бразилії, Болівії, Парагваї, Перу і Суринамі. Вони живуть в саванах серрадо, на луках і в заростях кампос-рупестрес, в тропічних лісах і чагарникових заростях, що ростуть на піщаних ґрунтах. Зустрічаються парами або невеликими сімейними зграйками, на висоті до 1450 м над рівнем моря. Живляться комахами і павуками, іноді слідкують за кочовими мурахами. Сезон розмноження в Бразилії триває з вересня по травень. Гнізда чашоподібне, в кладці 2 яйця. Інкубаційний період триває 16 днів.